# Motoparalotniarstwo na Plażowych Igrzyskach Azjatyckich 2012 - latanie ekonomiczne
Zawody w lataniu ekonomicznym podczas III Plażowych Igrzysk Azjatyckich w Haiyan odbyły się w dniach od 18 do 20 czerwca 2012 roku. Zawody odbyły się w kategorii open. Wystartowali reprezentanci z siedmiu krajów: Chin, Tajlandii, Korei Południowej, Arabii Saudyjskiej, Kataru, Malezji i Afganistanu. Złoto wywalczył reprezentant gospodarzy Sheng Guangqiang.
| Miejsce | Zawodnik                    | Punkty |
| ------- | --------------------------- | ------ |
|         | Sheng Guangqiang (CHN)      | 85     |
|         | Jiri George Macak (THA)     | 80     |
|         | Kittiphop Phrommat (THA)    | 64     |
| 4       | Han Ki-soo (KOR)            | 58     |
| 5       | Abdulbari Al-Abdullah (KSA) | 52     |
| 6       | Mukhammad Akbar (INA)       | 50     |
| 7       | Na Ki-il (KOR)              | 47     |
| 8       | Cai He (CHN)                | 42     |
| 8       | Thomas Widyananto (INA)     | 42     |
| 10      | Mohd Farid Abd Rahman (MAS) | 41     |
| 11      | Hening Paradigma (INA)      | 40     |
| 11      | Bambang Santoso (INA)       | 37     |
| 13      | Priya Jatmiko Agung (INA)   | 34     |
| 14      | Liu Chang (CHN)             | 32     |
| 14      | Wang Mingji (CHN)           | 32     |
| 16      | Kim Ho-sung (KOR)           | 24     |
| 17      | Kroekrit Muenphukhiao (THA) | 23     |
| 18      | An Sueng-yong (KOR)         | 18     |
| 19      | Jung Dong-oh (KOR)          | 17     |
| 20      | Zhao Changhong (CHN)        | 15     |
| 20      | Noparat Intharaumnuay (THA) | 15     |
| 22      | Fahad Al-Zakri (KSA)        | 13     |
| 22      | Hussain Al-Hendi (KSA)      | 13     |
| 24      | Mohd Shahfaizal Saad (MAS)  | 8      |
| 25      | Mohammed Al-Garni (KSA)     | 6      |
| 25      | Jamal Al-Mannai (QAT)       | 6      |
| 25      | Mohd Hurairah Alinur (MAS)  | 6      |
| 25      | Zain Azrull Zabidin (MAS)   | 6      |
| 25      | Apisit Opasaimlikit (THA)   | 6      |
| 30      | Nawid Popal (AFG)           | 0      |
| 30      | Abdullah Al-Assaf (KSA)     | 0      |